# Прокубовский, Владимир Ильич
Владимир Ильич Прокубовский (24 сентября 1929 — 10 августа 2025) — советский и российский учёный-хирург и педагог в области эндоваскулярной хирургии, доктор медицинских наук, профессор. Лауреат Государственной премии Российской Федерации в области науки и техники (1992). Заслуженный деятель науки Российской Федерации (1997).

## Биография
Родился 24 сентября 1929 года в городе Москве.
С 1948 по 1953 годы обучался в Рязанском медицинском институте имени И. П. Павлова, который окончил с отличием. С 1953 по 1956 годы работал врачом-хирургом Троекуровской районной больницы Липецкой области. С 1956 по 1959 годы — врач-хирург Московской медицинской санитарной станции № 47 при «Главмосстрое».
С 1959 по 1961 годы обучался в клинической ординатуре по кафедре хирургия при Первой Московской городской клинической больницы имени Н. И. Пирогова. С 1961 года начал работать в Клинике факультетской хирургии имени С. И. Спасокукоцкого, в должности ординатора, научного сотрудника и старшего научного сотрудника кафедры факультетской хирургии.
С 1968 года начал работать во Втором Московском государственном медицинском институте имени Н. И. Пирогова: с 1968 по 1981 годы в течение тринадцати лет, работал в должностях старшего научного сотрудника и профессора. С 1981 по 1999 годы в течение восемнадцати лет, В. И. Прокубовский являлся заведующим Лабораторией внутрисердечных и контрастных методов рентгенологических исследований Российского национального исследовательского медицинского университета имени Н. И. Пирогова.
В 1967 году В. И. Прокубовский защитил диссертацию на соискание учёной степени кандидат технических наук по теме: «Рентгеноконтрастные исследования аорты и артерий методом чрескожного зондирования», в 1977 году защитил диссертацию на соискание учёной степени доктор медицинских наук по теме: «Абдоминальная висцеральная аорто-артериография».
Основные научные интересы В. И. Прокубовского были связаны в области эндоваскулярной хирургии, он являлся одним из основателей нового раздела современной клинической медицины — эндоваскулярной хирургии. В. И. Прокубовский был автором более трёхсот научных трудов, двадцати авторских свидетельств и патентов на изобретения. Под руководством В. И. Прокубовского были защищены четыре докторские и четырнадцать кандидатских диссертаций.
28 марта 1993 года Указом Президента Российской Федерации № 411 «За разработку и внедрение в практику новых методов профилактики и лечения тромбоэмболии легочной артерии» Владимир Ильич Прокубовский был удостоен Государственной премии Российской Федерации в области науки и техники.
14 июня 1997 года Указом Президента Российской Федерации № 607 «За заслуги в научной деятельности» Владимир Ильич Прокубовский был удостоен звания Заслуженный деятель науки Российской Федерации.
Скончался 10 августа 2025 года.

## Награды

### Звания
- Заслуженный деятель науки Российской Федерации (1997[4])

### Премии
- Государственная премия Российской Федерации в области науки и техники (1992 — «За разработку и внедрение в практику новых методов профилактики и лечения тромбоэмболии легочной артерии»[3])